# Fernand Meiers

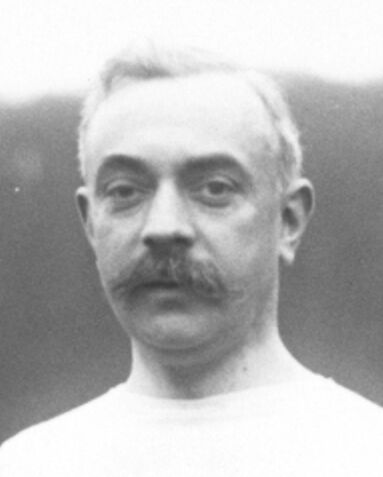
Fernand Meiers le 30 mars 1913, au 'Cross des ancêtres' sur le terrain du Stade français, au bois de Saint-Cloud.

Fernand Meiers, né le 17 septembre 1871 à Paris et décédé le 23 avril 1940 à Paris 16e, est un athlète français licencié aux Francs Coureurs de 1889 à 1892, puis au SAF Paris en 1893, et enfin au Racing Club de France à partir de 1895.

## Biographie
Ayant débuté la course à pied en 1888, il fut champion de France d'athlétisme sur 1 500 mètres en 1889 (4 min 36 s ), 1890 (4 min 25 s) et 1893 (4 min 25 s 6), ainsi que sur 800 mètres en 1893 (2 min 09 s). En 1893, il détenait les records de France des 800, 1 000, 1 500 et 2 000 mètres.
Après un succès sur 1 500 mètres lors d'un championnat international, il remporta la même année en fin de saison le Prix Roosevelt (de 3 000 mètres) en 1893, après avoir été deuxième de celui-ci en 1892. Il gagna un autre championnat international, cette fois sur 2 000 mètres.
Il fut également vice-champion de France de cross-country en 1892 (le "National"), et troisième de cette épreuve en 1893 (4e en 1891). En 1894 il partit accomplir son service militaire à Stenay, dans un bataillon de chasseurs à pied. 
Il participa aux Jeux olympiques de 1900 dans l'épreuve du marathon (remportée par Michel Theato devant Émile Champion). Il fit ensuite partie de la délégation française lors des Jeux olympiques de 1912, à Stockholm, comme dirigeant.
Dès son entrée au RCF en 1895, il commença à tenir un rôle croissant de dirigeant, représentant le club en de multiples circonstances. Il commença par dessiner des parcours de cross-country auxquels il assistait toutes les semaines, avant d'entrer à la Croix-Catelan, lieu du chalet des organisateurs du club. Il mit ainsi sur pied la rencontre amicale France-Finlande en 1922 au stade Bergeyre, puis il se rendit à Helsinki en 1923 et 1933 avec la délégation des athlètes français. Il représenta son club dans les Commissions et auprès du Conseil de l'U.S.F.S.A., ainsi qu'auprès des mêmes instances de la Fédération française d'athlétisme (la F.F.A.F.). Il devint le vice-président de cette dernière durant les années 1930, tout en y siégeant comme représentant de la Ligue de Champagne, alors qu'il était aussi le doyen du Bureau national élu par l'assemblée générale.
Ayant exercé le métier d'employé de banque, il est inhumé au cimetière de Boulogne-Billancourt.

## Distinctions
- Chevalier de la Légion d'honneur, en août 1936[6].
- Plusieurs hautes récompenses finlandaises, sa "seconde terre de prédilection".

## Lien externe

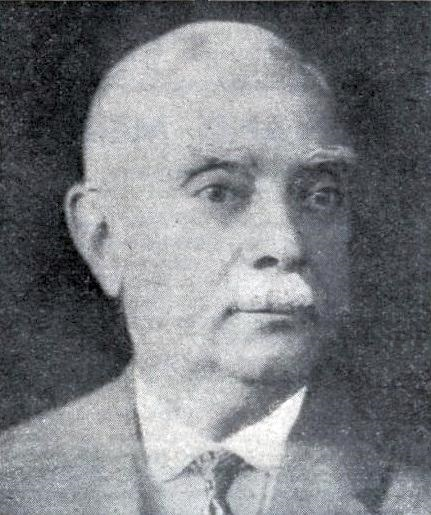
Fernand Meiers en 1940.